# FZD4
FZD4 (англ. Frizzled class receptor 4) – білок, який кодується однойменним геном, розташованим у людей на короткому плечі 11-ї хромосоми. Довжина поліпептидного ланцюга білка становить 537 амінокислот, а молекулярна маса — 59 881.
| 10         |  | 20         |  | 30         |  | 40         |  | 50         |
| ---------- |  | ---------- |  | ---------- |  | ---------- |  | ---------- |
| MAWRGAGPSV |  | PGAPGGVGLS |  | LGLLLQLLLL |  | LGPARGFGDE |  | EERRCDPIRI |
| SMCQNLGYNV |  | TKMPNLVGHE |  | LQTDAELQLT |  | TFTPLIQYGC |  | SSQLQFFLCS |
| VYVPMCTEKI |  | NIPIGPCGGM |  | CLSVKRRCEP |  | VLKEFGFAWP |  | ESLNCSKFPP |
| QNDHNHMCME |  | GPGDEEVPLP |  | HKTPIQPGEE |  | CHSVGTNSDQ |  | YIWVKRSLNC |
| VLKCGYDAGL |  | YSRSAKEFTD |  | IWMAVWASLC |  | FISTAFTVLT |  | FLIDSSRFSY |
| PERPIIFLSM |  | CYNIYSIAYI |  | VRLTVGRERI |  | SCDFEEAAEP |  | VLIQEGLKNT |
| GCAIIFLLMY |  | FFGMASSIWW |  | VILTLTWFLA |  | AGLKWGHEAI |  | EMHSSYFHIA |
| AWAIPAVKTI |  | VILIMRLVDA |  | DELTGLCYVG |  | NQNLDALTGF |  | VVAPLFTYLV |
| IGTLFIAAGL |  | VALFKIRSNL |  | QKDGTKTDKL |  | ERLMVKIGVF |  | SVLYTVPATC |
| VIACYFYEIS |  | NWALFRYSAD |  | DSNMAVEMLK |  | IFMSLLVGIT |  | SGMWIWSAKT |
| LHTWQKCSNR |  | LVNSGKVKRE |  | KRGNGWVKPG |  | KGSETVV    |  |            |

A: Аланін

C: Цистеїн

D: Аспарагінова кислота

E: Глутамінова кислота

F: Фенілаланін

G: Гліцин

H: Гістидин

I: Ізолейцин

K: Лізин

L: Лейцин

M: Метіонін

N: Аспарагін

P: Пролін

Q: Глутамін

R: Аргінін

S: Серин

T: Треонін

V: Валін

W: Триптофан

Кодований геном білок за функціями належить до рецепторів, g-білокспряжених рецепторів, білків внутрішньоклітинного сигналінгу, білків розвитку. 
Задіяний у такому біологічному процесі, як сигнальний шлях Wnt. 
Локалізований у клітинній мембрані, мембрані.